# Родният град Ча-Ча-Ча
„Родният град Ча-Ча-Ча“ (на корейски: 갯마을 차차차, Gaenmaeul Chachacha; на английски: Hometown Cha-Cha-Cha) е южнокорейски сериал с участието на Шин Мин-а, Ким Сон-хо и И Санг-и. Излъчва се по телевизионния канал tvN от 28 август до 17 октомври 2021 г., всяка събота и неделя от 21:00 часа.

## Сюжет
Юн Хе-джин работи като зъболекар. Тя е реалистичен човек, но поради правата ѝ, които са само малка част от съзнанието ѝ, животът ѝ се променя. В крайна сметка, тя се премества в морското село Гонджин. Там, Юн Хе-джи се среща с Хонг Ду-шик. Местните жители го наричат господин Хонг. Той е красив и умен мъж, който официално е безработен, но винаги изглежда зает. Ако някой се нуждае от помощ, Хонг Ду-шик пръв се появява и оказва помощ.

## Актьори
- Шин Мин-а – Юн Хе-джин
- Ким Сон-хо – Хонг Ду-шик
- И Санг-и – Джи Сон-хьон

## В България
В България сериалът се предлага на Нетфликс в оригинално аудио с български субтитри.